# Abbaye de Kniebis
L'abbaye de Kniebis est une ancienne abbaye du Tiers-Ordre franciscain devenue un prieuré bénédictin à Kniebis, dans le Land de Bade-Wurtemberg et le diocèse de Rottenburg-Stuttgart.

## Histoire
L'abbaye est fondée à partir d'une chapelle sur la route commerciale entre Ulm et Strasbourg, mentionnée en 1267. En 1277, Henri de Fürstenberg fonde un couvent. En 1341, il devient un prieuré de l'abbaye d'Alpirsbach. Des incendies détruisent le prieuré en 1463 et 1513. Ulrich VI de Wurtemberg dissout le prieuré au moment de la Réforme.

## Source de la traduction
- (de) Cet article est partiellement ou en totalité issu de l’article de Wikipédia en allemand intitulé « Kloster Kniebis » (voir la liste des auteurs).